# Küküllőalmás
Küküllőalmás vagy Szászkisalmás (románul Alma, németül Almen) falu Romániában, Szeben megyében, az azonos nevű község központja.

## Fekvése
A Nagy-Küküllő jobb partján fekszik, Medgyestől 13 kilométernyire.

## Története
A vasút mellett 4.-6. századi település nyomát tárták fel. Első írásos említése 1317-ből maradt fenn.

## Lakossága
1850-ben a falu 769 lakosából 545 román, 163 magyar, 5 zsidó és 56 roma volt. 1992-re a 884 lakos nemzetiségi összetétele a következőképpen alakult: 572 román, 288 magyar, 5 német és 19 roma.

## Látnivalók
- Gótikus erődtemplom. A kórus déli részén Szent György legendáját ábrázoló freskó maradványai találhatók. Az északi oldalon nehezen olvasható gót betűs felirat a 15. századból.[4]